# Judy Baca
Judith Francisca Baca (Los Ángeles, 20 de septiembre de 1946) es una artista y activista chicana.
Judith Francisca Baca es considerada una de las principales muralistas estadounidenses. Se dedica a grandes trabajos en espacios públicos, que comenzó en Los Ángeles en 1974. Durante la siguiente década produjo más de cuatrocientos murales, para lo que contó con la colaboración de miles de voluntarios locales.
En 1976 fundó, junto con la pintora Christina Schlesinger y la cineasta Donna Deitch, el Social and Public Art Resource Center (SPARC), en Venice (California), de donde es directora artística.

## Biografía
Judy Baca es un chicana de segunda generación. Nació en el centro-sur de Los Ángeles, en Huntington Park, y se crio en un ambiente dominado por figuras femeninas: además de con su madre, compartía vivienda con su abuela y sus dos tías. Su padre no estuvo presente en su infancia, y como su madre trabajaba en una fábrica de neumáticos fue su abuela la figura dominante durante los primeros años de su infancia.
Cuando Baca tenía seis años, su madre se casó y la familia se mudó a Pacoima. Aunque sólo suponía un desplazamiento de unos treinta kilómetros, el nuevo vecindario era totalmente distinto a Huntington Park, con una proporción mucho menor de hispanos. Fue a clase en la escuela local, donde la lengua vehicular era el inglés, lo que le supuso inicialmente serios problemas, ya que en casa con su madre, abuela y tías, hablaba normalmente en español. Debido a los problemas para expresarse en inglés, uno de sus profesores le permitió pintar en clase, iniciando su interés por el arte.
Baca cursó sus estudios secundarios en Bishop Alemany High School en 1964 she graduated from Bishop Alemany High School, una escuela católica de Mission Hills. En 1969 se licenció en la Universidad Estatal de California en Northridge. Baca se casó a los 19 años, pero se divorció seis años después. Entonces volvió a su antiguo instituto, Bishop Alemany, pero esta vez como profesora. Poco después de incorporarse a la enseñanza, animó a sus alumnos, de orígenes muy diversos, a pintar un mural en la escuela.
Su trabajo en Bishop Alemana HS acabó cuando fue despedida -junto con diez monjas y otros siete profesores seglares- por sus actos de protesta contra la guerra de Vietnam. Al quedar sin empleo hubo de replantearse su forma de vida, ya que hasta el momento no se había planteado vivir del arte, sino que financiaba sus actividades artísticas con sus ingresos como enseñante. A partir de este momento comenzó a enfocar su vida hacia las actividades artísticas.
Baca comenzó a trabajar para el departamento de parques de Los Ángeles, iniciando un programa de murales en el que involucraba a jóvenes del este de la ciudad y les hacía contar sus historias mediante esos murales. Sin embargo esta iniciativa se encontró con la oposición de algunos de sus superiores, ya que las historias que los jóvenes querían contar no siempre eran las que los directivos querían ver reflejadas.
Judy Baca si incorporó como profesora a la Universidad de California en Irvine en 1980. En 1996 pasó a la Universidad de California en Los Ángeles.

## La Gran Muralla de Los Ángeles
Su obra más conocida es la Gran Muralla de Los Ángeles (The Great Wall of Los Angeles), un mural de ochocientos metros de longitud en el que recoge la historia de la ciudad desde sus orígenes a los años cincuenta del siglo XX. En la planificación y ejecución de esta obra participaron setecientas personas. Contó también con la ayuda de estudiosos, historiadores orales y artistas locales. El trabajo se desarrolló durante siete veranos, de 1976 a 1984, trabajando por segmentos. Los temas tratados en el mural reflejan la diversidad cultural y está dedicado a los diversos grupos étnicos que han contribuido a la formación del estado de California. El mural se encuentra en el canal de drenaje de Tujunga y sus alrededores.
En 1988 en alcalde angelino, Tom Bradley, le solicitó que desarrollara un programa de murales para toda la ciudad basado en el proyecto de la Gran Muralla, bajo el nombre de Neighborhood Pride Program. Este programa condujo a la realización de ochenta y cinco murales radicados en la mayoría de las comunidades étnicas de la ciudad.